# Jerdżanik Awetisjan
Jerdżanik Żoraji Awetisjan (orm. Երջանիկ Ժորայի Ավետիսյան, ros. Ерджаник Жораевна Аветисян, Jerdżanik Żorajewna Awietisjan; ur. 7 grudnia 1969 w Ajgezardzie) – ormiańska strzelczyni, olimpijka, multimedalistka mistrzostw świata i Europy. Reprezentantka ZSRR (1989–1992), WNP (1992), Armenii (1993–1994), Rosji (1995–2008) i ponownie Armenii.

## Kariera
Specjalizowała się w strzelaniu do rzutków, głównie w skeecie. Uczestniczka Letnich Igrzysk Olimpijskich 2000, na których zajęła 6. miejsce w skeecie.
Awetisjan jest 9-krotną medalistką mistrzostw świata. Pierwszy tytuł wywalczyła w 1994 roku – osiągnęła wówczas mistrzostwo świata w skeecie, zostając tym samym pierwszą reprezentantką Armenii, która zdobyła medal strzeleckich mistrzostw świata. Kolejne tytuły wywalczyła jako reprezentantka Rosji. Indywidualnie została mistrzynią świata w 1999 i 2006 roku, natomiast w drużynie zdobyła mistrzostwo w 1999 i 2001 roku, oraz wicemistrzostwo w latach 1998, 2002, 2003 i 2006. W zawodach indywidualnych zajęła m.in. 4. miejsce na mistrzostwach świata w 2001 roku, 7. pozycję na zawodach w 2007 roku i 9. lokatę w 1995 roku. Ponadto była 8. zawodniczką świata w trapie podwójnym w 1994 roku.
Na mistrzostwach Europy zdobyła przynajmniej 18 medali, w tym 12 złotych, 4 srebrne i 2 brązowe (wszystkie w skeecie). W 1992 roku została indywidualną i drużynową mistrzynią kontynentu w reprezentacji Wspólnoty Niepodległych Państw. W barwach ormiańskich zdobyła indywidualnie srebro w 1993 roku i złoto w 1994 roku. Na ostatnim z wymienionych turniejów zajęła wraz z drużyną 2. miejsce. W latach 1998–2006 osiągnęła 12 medalowych pozycji jako reprezentantka Rosji, w tym 7 razy w drużynie i 5 razy indywidualnie. Po powrocie do macierzystej reprezentacji została indywidualną mistrzynią Europy w 2012 roku.
Wielokrotna uczestniczka Pucharu Świata. 4 razy stała na podium zawodów, ponadto 4 razy osiągnęła medalowe pozycje w finałowych zawodach Pucharu Świata. Mistrzyni Rosji w latach 1999 i 2003. W 2000 roku otrzymała odznakę Zasłużonego Mistrza Sportu.
Trenerem Awetisjan był jej mąż Gor Barsegjan, z którym ma troje dzieci.

## Wyniki

### Igrzyska olimpijskie
| Igrzyska    | Konkurencja | Wynik                              | Miejsce | Źródło |
| ----------- | ----------- | ---------------------------------- | ------- | ------ |
| Sydney 2000 | Skeet       | 92 pkt. 70 pkt. (24–21–25)+22 pkt. | 6       | [ 1 ]  |

### Medale mistrzostw świata
Opracowano na podstawie materiałów źródłowych:
| Mistrzostwa    | Konkurencja      | Wynik            | Miejsce |
| -------------- | ---------------- | ---------------- | ------- |
| Fagnano 1994   | Skeet            | 116 pkt.         |         |
| Barcelona 1998 | Skeet, drużynowo | 206 pkt. (druż.) |         |
| Tampere 1999   | Skeet            | 96 pkt.          |         |
| Tampere 1999   | Skeet, drużynowo | 302 pkt. (druż.) |         |
| Kair 2001      | Skeet, drużynowo | 209 pkt. (druż.) |         |
| Lahti 2002     | Skeet, drużynowo | 198 pkt. (druż.) |         |
| Nikozja 2003   | Skeet, drużynowo | 203 pkt. (druż.) |         |
| Zagrzeb 2006   | Skeet            | 95 pkt.          |         |
| Zagrzeb 2006   | Skeet, drużynowo | 209 pkt. (druż.) |         |

### Medale mistrzostw Europy
Opracowano na podstawie materiałów źródłowych:
| Mistrzostwa      | Konkurencja      | Wynik           | Miejsce |
| ---------------- | ---------------- | --------------- | ------- |
| Stambuł 1992     | Skeet            | 193 pkt.        |         |
| Stambuł 1992     | Skeet, drużynowo | ?               |         |
| Brno 1993        | Skeet            | 117 pkt.        |         |
| Lizbona 1994     | Skeet            | 112 pkt.        |         |
| Lizbona 1994     | Skeet, drużynowo | ?               |         |
| Nikozja 1998     | Skeet, drużynowo | ?               |         |
| Poussan 1999     | Skeet, drużynowo | ?               |         |
| Montecatini 2000 | Skeet            | 88 pkt. (66+22) |         |
| Montecatini 2000 | Skeet, drużynowo | ?               |         |
| Zagrzeb 2001     | Skeet            | 93 pkt. (71+22) |         |
| Zagrzeb 2001     | Skeet, drużynowo | ?               |         |
| Lonato 2002      | Skeet            | 92 pkt. (67+25) |         |
| Lonato 2002      | Skeet, drużynowo | ?               |         |
| Brno 2003        | Skeet, drużynowo | ?               |         |
| Nikozja 2004     | Skeet            | 93 pkt. (70+23) |         |
| Nikozja 2004     | Skeet, drużynowo | ?               |         |
| Maribor 2006     | Skeet            | 92 pkt. (70+22) |         |
| Larnaka 2012     | Skeet            | 96 pkt. (72+24) |         |